# Timur Malieiev
Pour les articles homonymes, voir Timur (homonymie).
Timur Malieiev, né le 16 février 1996 à Donetsk, est un coureur cycliste ukrainien.

## Biographie
En juin 2016, Timur Malieiev devient champion d'Ukraine sur route espoirs. Le mois suivant, il se classe deuxième de la Course de Solidarność et des champions olympiques en Pologne. Il intègre ensuite le club italien Namedsport-Rocket en 2017. Champion d'Ukraine du contre-la-montre espoirs, il termine par ailleurs septième du Trophée Learco Guerra.
Il retourne finalement en Ukraine à partir de 2018 en intégrant la nouvelle équipe continentale Lviv.

## Palmarès sur route

### Par années
- 2015
  - 3e du championnat d'Ukraine sur route espoirs
- 2016
  -  Champion d'Ukraine sur route espoirs
  - 2e de la Course de Solidarność et des champions olympiques
- 2017
  -  Champion d'Ukraine du contre-la-montre espoirs
  - 3e du championnat d'Ukraine sur route espoirs
- 2018
  - 1re étape du Tour of Mediterrennean
  - 3e du Tour of Mediterrennean
  - 6e du championnat d'Europe du contre-la-montre espoirs

### Classements mondiaux
| Année                                 | 2016  | 2017 | 2018 |
| ------------------------------------- | ----- | ---- | ---- |
| Classement mondial                    | 1278e | nc   | 839e |
| UCI Europe Tour                       | 875e  | nc   | 503e |
|                                       |       |      |      |
| Légende : nc = non classéSource : UCI |       |      |      |

## Palmarès sur piste

### Championnats du monde
- Pruszków 2019
  - 18e de la poursuite par équipes

### Championnats nationaux
- 2018
  -  Champion d'Ukraine de poursuite